# Daniel N. Sebban
 (novembre 2024).
L'article doit être relu — et modifié si nécessaire — par des contributeurs indépendants pour apporter un regard critique aux contributions effectuées en violation des conditions d'utilisation de Wikipédia, tant sur la forme (notamment concernant le style encyclopédique, la proportionnalité) que sur le fond (la neutralité de point de vue, la qualité et l'indépendance des sources).
 (octobre 2018).
Si vous disposez d'ouvrages ou d'articles de référence ou si vous connaissez des sites web de qualité traitant du thème abordé ici, merci de compléter l'article en donnant les références utiles à sa vérifiabilité et en les liant à la section « Notes et références ».
Daniel N. (pour Nathan) Sebban est un dessinateur et scénariste de bande dessinée franco-canadien, né à Casablanca (Maroc).

## Biographie
Après un baccalauréat D (mathématiques et sciences biologiques) au Lycée Lyautey de Casablanca, il s'installe à Paris (France).
Il y rencontre René Borg (Les Shadoks, Oum le dauphin blanc, Wattoo-Wattoo...) qui lui apprend les bases du métier et l'introduit dans le monde du dessin animé. Puis il rencontre Albert Uderzo dont il devient l'assistant pour le lettrage original de l'Odyssée d'Astérix et quelques travaux annexes.
Il débute comme scénarimageur sur la série Il était une fois... l'Espace. Puis Claude Otzenberger et Gilbert Lauzun, producteurs sur Antenne2, lui confient la partie graphique de leur émission mensuelle Remue-Méninges. D'autres producteurs TV (dont Odile Verdier et Jean Archambaud, Jean Lallier, Marc de Flores, etc.) lui confient la réalisation de génériques ou de logos (Le Petit Théâtre, Idées À Suivre, l'Unité de Production Jean Lallier/TF1). Daniel Sebban réalise, à la demande de Gilbert Lauzun, un premier logo pour la chaîne Canal+, utilisé lors d'une émission pilote animée par Laurent Broomhead, avant le lancement réel de la chaîne cryptée.
À 24 ans, il publie les aventures de Cra-Pouf dans Pif gadget. Puis il dirige les éditions Burning Bush, où il publie Les Colères du Pharaon, préfacé par Albert Uderzo, et Les Rois verts, préfacé par Paul-Loup Sulitzer, dans la collection des aventures d'Apicitou, ainsi que Bloqués du dos, redressez-vous !, ouvrage traitant des maux de dos soignés par l'homéopathie, en collaboration avec le médecin Roland Sananés.
Parallèlement, Daniel Sebban œuvre dans le dessin animé et dans le domaine de la publicité et de la communication : directeur artistique de Lifting communications, par exemple.
Il quitte la France pour s'installer à Montréal (au Québec), où il travaille dans le dessin animé. Après avoir fait du layout-posing et du scénarimage pour des studios comme Cinar, Ciné-Groupe, Tooncan, etc., il ouvre son propre studio : Z-Toon. Puis il s'associe avec Laurent M. Abecassis pour créer et lancer Di-O-Matic, société de conception et de commercialisation de logiciels pour l'animation en 3D.
En 2006, il est pendant quelques mois rédacteur en chef de La Voix Sépharade, magazine de la communauté sépharade du Québec, où il crée la bande dessinée Le Coin du cancre.

## Publications
Bandes dessinées
- Les Aventures de Cra-Pouf (3 épisodes publiés dans Pif gadget)
- Les Aventures d'Apicitou :
  - Les Colères du Pharaon, préface d'Albert Uderzo, éditions Burning Bush
  - Les Rois verts, préface de Paul-Loup Sulitzer, éditions Burning Bush, prix Divin primeur d'or[réf. nécessaire]

Guide pratique
- Collection « l'homéopathie avec le sourire »
  - Bloqués du dos, redressez-vous ! (ouvrage médical coécrit avec le docteur Roland Sananés), éditions Burning Bush.